# Odontomyia ophrydifera
Odontomyia ophrydifera är en tvåvingeart som först beskrevs av Lindner 1935.  Odontomyia ophrydifera ingår i släktet Odontomyia och familjen vapenflugor. Inga underarter finns listade i Catalogue of Life.